# 13 Pułk Huzarów (austro-węgierski)

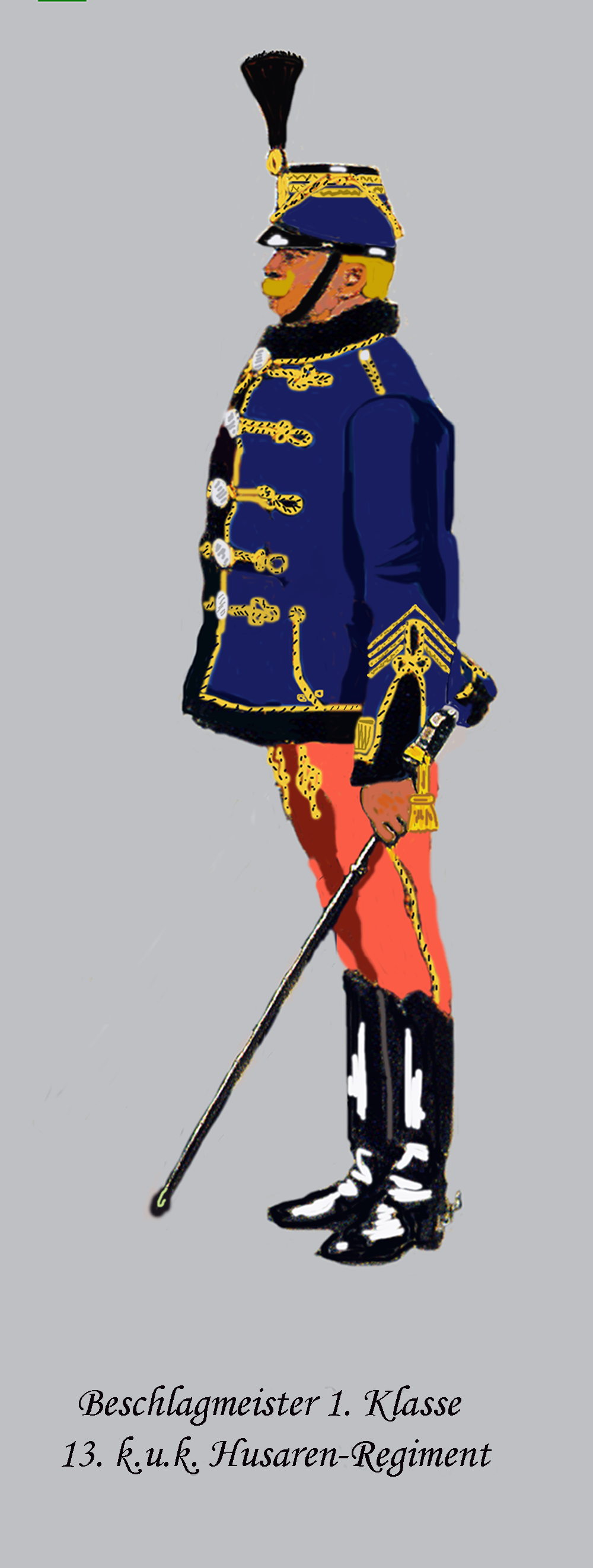
Żołnierz HR. 13

Jazygów i Kumanów Pułk Huzarów Wilhelma Księcia Korony Rzeszy Niemieckiej i Księcia Korony Pruskiego Nr 13 (HR. 13) – pułk kawalerii cesarskiej i królewskiej Armii.
Pełna nazwa niemiecka: Jazygier und Kumanier Husarenregiment Wilhelm Kronprinz des Deutschen Reiches und Kronprinz von Preuβen Nr 13.
W 1859 roku został utworzony Ochotniczy Pułk Huzarów Jazygów i Kumanów.
Szef pułku: książę korony Rzeszy Niemieckiej i książę korony pruski Wilhelm Hohenzollern (od 1900).
W 1911 roku komenda pułku razem z 2. dywizjonem stacjonowała w Łańcucie, 1. dywizjon w Przemyślu, a kadra zapasowa w Kecskemét.
W 1912 roku pułk został przeniesiony na terytorium 4 Korpusu (komenda pułku razem z 2. dywizjonem do Székesfehérvár, a 1. dywizjon do Tolna) i włączony w skład 4 Brygady Kawalerii w Budapeszcie. Kadra zapasowa pułku nadal stacjonowała w Kecskemét. Dyslokacja i podporządkowanie pułku nie uległo zmianie do 1914 roku.
Żołnierze nosili attylę ciemnoniebieską, a guzy do pętlic („oliwki”) były srebrne; czako –  ciemnoniebieskie.

## Organizacja pokojowa pułku
- komenda
- pluton pionierów
- patrol telegraficzny
- kadra zapasowa
- 1 dywizjon
- 2 dywizjon

W skład każdego dywizjonu wchodziły trzy szwadrony liczące 117 dragonów. Łącznie pułk liczył 37 oficerów oraz 874 podoficerów i huzarów.

## Komendanci pułku
- płk Samuel Apór de Al-Tórja (1911[3] – 1912 → komendant 6 Brygady Kawalerii[7])
- ppłk / płk Vitéz Stefan Horthy von Nagy-Bánya (1912[4] – 1914[2])